# Герб Біловодського району
Герб Білово́дського району — офіційний символ Біловодського району Луганської області.

## Опис
Гербом району є геральдичний щит іспанської форми, що розділений на три частини. В центрі щита (у великому полі) розміщено зображення Свято-Троїцького собору з трьома блакитними банями. У нижній лівій частині знаходиться постать байбака, що стоїть на задніх лапах. У правій частині розміщено коня, що йде в правий бік. Обидві фігури тварин виконані в теракотовому кольорі. Композицію герба замикає напівдиск сонця з 14-ма променями.
Щит знизу та по боках обрамлений вінком з колосків пшениці та лаврового листя. Нижньою частиною вінка є рушник з хлібиною та сільницею. Також на рушнику міститься напис «БІЛОВОДСЬКИЙ РАЙОН». З верху щит увінчано зображенням державного герба України.

## Символіка
- Церква — символ духовності.
- Кінь вказує на провідну роль конярства в економіці району.
- Байбак вказує на адміністративну приналежність району до Луганської області.
- Сонце з 14 променями вказує на 14 рад району.